# T-pose

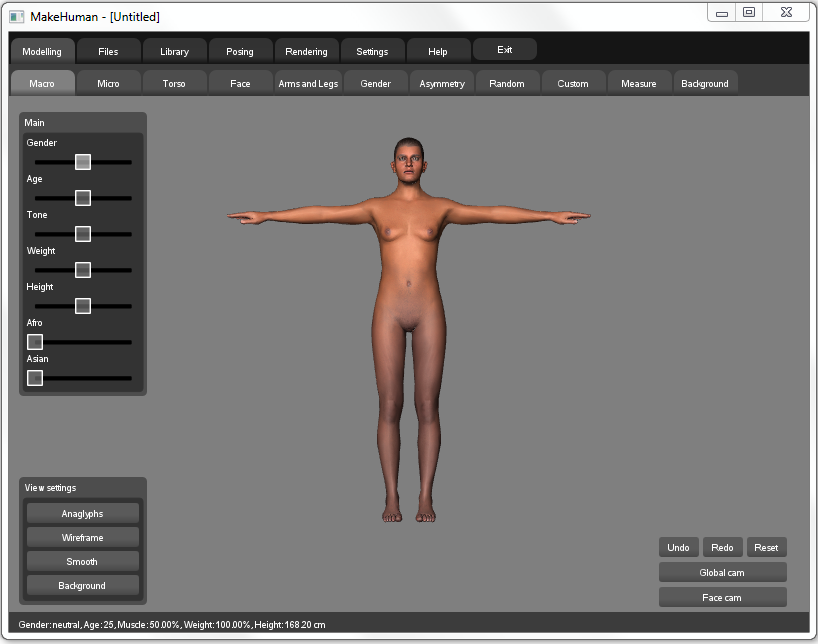
Um modelo fazendo T-pose no software MakeHuman.

Em animação por computador, T-pose (em português pose em T), também conhecida como Bind pose (pose de vinculo em tradução livre), é uma pose padrão para o esqueleto de um modelo 3D antes de ser animado.

## Uso
A T-pose é usada principalmente como a pose padrão no software de animação, que é movida para criar animações.
Além de serem poses padrão no software de animação, as T-poses são normalmente usadas como espaços reservados para animações ainda não concluídas, principalmente em jogos eletrônicos animados em 3D. Em alguns softwares de captura de movimento, uma pose em T deve ser assumida pelo ator no traje de captura de movimento antes que a captura possa começar.

## Como um meme da Internet
A partir de 2010 e ressurgindo em 2017, a T-pose se tornou um meme generalizado na Internet devido à sua aparência bizarra e non sequitur enquanto uma música distorcida é reproduzida em segundo plano, especialmente em glitches de jogos eletrônicos onde, de outra forma, haveria uma animação.
Em um vídeo de pré-lançamento do jogo NBA Elite 11, a demo era preenchida de glitches, notadamente uma mostrando involuntariamente uma pose em T no lugar da animação apropriada para o modelo do jogador Michael Jordan. A publicadora EA finalmente cancelou o jogo devido a considerá-lo insatisfatório. NBA 2K17 mais tarde referenciou isso.
Em jogos eletrônicos desenvolvidos com o motor de jogo Source, os personagens estão na posição T, desde que estejam desarmados. Tornou-se popular entre os jogadores em alguns modos de jogo modificados surgir sem uma arma e, portanto, estar na posição T.
Uma versão bastante conhecida desse meme normalmente envolve um grande grupo de pessoas assumindo a posição, enquanto o tema principal da popular franquia de jogos eletrônicos Halo toca ou é cantado por esse grupo de pessoas.
A T-Pose também é um emote no jogo Fortnite Battle Royale.